# Erik Sjöqvist
Erik Sjöqvist (Ronneby, 15 luglio 1903 – Stoccolma, 16 luglio 1975) è stato un archeologo svedese.

## Biografia
Dal 1940 al 1948 ha diretto l'Istituto svedese di studi classici a Roma. In seguito è divenuto professore di archeologia presso l'Università di Princeton negli Stati Uniti d'America. Nel 1945 ha co-fondato e presieduto l'Associazione Internazionale di Archeologia Classica. Nel 1948 è divenuto socio straniero dell'Accademia dei Lincei.
Durante la sua carriera ha preso parte agli scavi archeologici presso i siti di Asine, Dendra, Cipro. È stato autore di approfondite pubblicazioni riguardanti la civiltà cipriota del periodo del Bronzo.

## Pubblicazioni
- Lysippus, Cincinnati, The University of Cincinnati, 1966.
- Problems of the late cypriote bronze age, Stoccolma, The Swedish Cyprus Expedition, 1940.
- Sicily and the Greeks: studies in the interrelationship between the indigenous populations and the Greek colonists, Ann Arbor, The university of Michigan press, 1973.